# Kanton Nizza-12
Der Kanton Nizza-12 (frz. Canton de Nice-12) ist ein ehemaliger französischer Wahlkreis im Arrondissement Nizza, im Département Alpes-Maritimes und in der Region Provence-Alpes-Côte d’Azur. Er bestand von 1982 bis 2015 und umfasste einen Teil im Osten der Stadt Nizza.

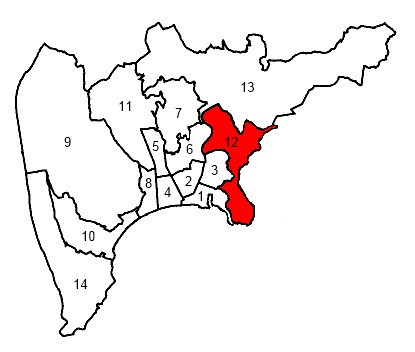
Lages des Kantons im Stadtgebiet von Nizza